# Ernst Michael Lange
Ernst Michael Lange (* 14. April 1947 in Berlin) ist ein deutscher Philosoph. Er ist der älteste Sohn des Theologen Ernst Lange.

## Leben
Ernst Michael Lange studierte von 1966 bis 1971 Philosophie, Geschichte und Soziologie an der FU Berlin und wurde 1971 promoviert. Von 1972 bis 1979 war er Assistent am Philosophischen Seminar der Universität Heidelberg, wo 1979 die Habilitation erfolgte.
Von 1980 bis 2002 war Ernst Michael Lange Privatdozent für Philosophie an der FU Berlin, seit 1990 als außerplanmäßiger Professor. Im Jahr 2002 erfolgte die Rückgabe der Venia legendi.
Schwerpunkte der Arbeit von Ernst Michael Lange sind die Philosophie Ludwig Wittgensteins, Sprachphilosophie, Anthropologie, Ethik und Politische Philosophie.

## Publikationen
Monographien
- Rezeption und Revision von Themen Hegelschen Denkens im frühen Werk Hans Freyers. – Diss. Druck FU Berlin 1971 (ursprünglich Magisterarbeit im Rahmen eines Forschungsprojekts des Doktorvaters Hans-Joachim Lieber zur deutschen Philosophie und Soziologie der 20er Jahre verfasste Studie, die dann als Doktor-Dissertation angenommen wurde).
- Das Prinzip Arbeit – Drei metakritische Kapitel über Grundbegriffe, Struktur und Darstellung der Kritik der politischen Ökonomie von Karl Marx. Ullstein, Berlin 1980, ISBN 3-548-35041-0.
- Wittgenstein und Schopenhauer – Logisch-philosophische Abhandlung und Kritik des Solipsismus. Junghans, Cuxhaven 1989, ISBN 3-926848-06-5.
- Ludwig Wittgenstein: Logisch-Philosophische Abhandlung. Ein einführender Kommentar in den Tractatus. Schöningh, Paderborn u. a. 1996, ISBN 3-506-99480-8.
- Ludwig Wittgenstein: Philosophische Untersuchungen. Eine kommentierende Einführung. Schöningh, Paderborn u. a. 1998, ISBN 3-506-99499-9.
- Kreffels Ruminationen – I. Ein Weg zum Philosophieren II. Sinnbetrachtung – Ein Abriss der Philosophie. Verrai, Stuttgart 2019, ISBN 978-3-946834-82-3.

Einzelarbeiten
- Quasiprädikate und die Verständlichkeit der Bezugnahme auf Gegenstände bei Tugendhat. In: Zeitschrift für philosophische Forschung. 34, 1980, S. 70–87.
- Karl Marx 1818 - 1883. In: O.Höffe (Hrsg.), Klassiker der Philosophie II. C.H. Beck, München 1981, ISBN 3-406-38554-0, S. 168–186.
- Semantik, Handlungserklärung, Sozialwissenschaft. In: Analyse und Kritik. VII, 1985, S. 44–74.
- Übereinstimmung bei Wittgenstein. In: E. Angehrn u. a. (Hrsg.): Dialektischer Negativismus. Michael Theunissen zum 60. Geburtstag. Suhrkamp, Frankfurt a. M. 1992, ISBN 3-518-28634-X, S. 82–102.
- Von Savignys 'Philosophische Untersuchungen' und Wittgensteins. In: Wittgenstein-Studies. 2/97.
- Logik und Psychologie in menschlichem Verständnis – Kommentare zu Wittgenstein. In: Philosophische Rundschau. 47, 2000, S. 185–205, 279–301.
- Begriffe für die Zeit des Lebens. In: E. Angehrn u. a. (Hrsg.): Der Sinn der Zeit. Velbrück Wiss., Weilerswist 2002, S. 112–123.
- Zwischen Aristoteles, Heidegger und Lao Tse – Tugendhats anthropologische Bekenntnisschrift. In: prima philosophia. Bd. 17/2, Cuxhaven 2004, S. 145–188. (Kurzfassung auch in Philosophische Rundschau 51/2, 2004, S. 186–190)
- Die Begriffe des Politiscnen. In: Simon Maier (Hrsg.): Von Carl Schmitt zur Kulturgeschichte der Natur. de Gruyter. Berlin/Boston 2025, S. 153–159.